# Trần Thanh Từ
Trần Thanh Từ (1922–2022) là sĩ quan cấp cao trong Quân đội nhân dân Việt Nam, hàm Trung tướng, nguyên Phó Tư lệnh Quân khu 3, Phó Chủ nhiệm Tổng cục Kỹ thuật.

## Tiểu sử
Trần Thanh Từ sinh ra ở xã Vĩnh Xuân, huyện Phú Vang, tỉnh Thừa Thiên Huế.
Tham gia cách mạng năm 1939, nhập ngũ năm 1946, là Đảng viên Đảng Cộng sản Việt Nam năm 1945.
Năm 1939, ông đảm nhiệm trong Ban Thường vụ Việt Minh của tỉnh Thừa Thiên.
Tháng 11 năm 1945, ông phụ trách binh công xưởng và công tác công vận tỉnh Khánh Hòa.
Ông lần lượt giữ các chức vụ từ chính trị viên đại đội đến trung đoàn trưởng Trung đoàn 9.
Tháng 3 năm 1955, ông giữ chức Tham mưu trưởng Sư đoàn 351.
Tháng 4 năm 1961, ông giữ chức Tham mưu trưởng Cục hải quân (nay là Quân chủng Hải quân).
Năm 1967, ông được bổ nhiệm giữ chức Phó Tư lệnh Quân chủng Hải quân kiêm Quân khu Đông Bắc.
Tháng 9 năm 1968, ông được bổ nhiệm giữ chức Phó Tư lệnh Quân khu Tả Ngạn, Phó Tư lệnh Mặt trận Quảng Đà thuộc Quân khu 5.
Năm 1986, ông được thăng quân hàm Trung tướng.
Tháng 10 năm 1970, ông được bổ nhiệm giữ chức Phó Tư lệnh Quân khu 3.
Tháng 1 năm 1981, ông được bổ nhiệm giữ chức Phó Chủ nhiệm Tổng cục Kỹ thuật
Năm 1989, ông nghỉ chờ hưu.